# Positronemissionstomografi
Positronemissionstomografi (positron-emissions-tomografi) forkortet PET er en billeddannende teknik der især anvendes indenfor lægevidenskaben. 
Apparaturet der anvendes til denne form for billededannelse kaldes en PET-skanner. 
Et radioaktivt mærket sporstof indføres ved injektion, inhalering eller oral indtagelse, dette sporstof vil binde sig specifikt til et ønsket væv, hvorfra isotopen udsender positroner. Hver positron eksisterer i kort tid inden de støder ind i en elektron, sammenstødet mellem de to partikler skaber en annihilation, hvor begge partikler forsvinder og afgiver deres energiladning i form af to modsat rettede fotoner. 
PET-skanneren registrerer begge fotoners indslag og kan derfra beregne positionen for annihilationen og derved også for sporstoffet.
PET bruges ofte i forbindelse med diagnose af kræft og til hjerneforskning.
Til kræftdiagnose kan sporstoffet Fludeoxyglucose (18F) (også kaldet FDG) bruges.
Den radioaktive isotop i FDG er Fluor-18, og den henfalder med en halveringstid på 110 minutter.
FDG er et glukoselignende stof og bliver som sådant optaget af celler, specielt af celler med højt stofskifte, dvs specielt kræftceller. 
FDG phosphoryleres af hexokinase, men kan derefter ikke metaboliseres videre, og den radioaktive isotop bliver sammen med resten af molekylet fanget i kræftcellen.

## Positron Emission Tomography (PET)
PET er en billeddannelsesteknik, hvor der benyttes sporstoffer i form af radioaktive isotoper med kort halveringstid, cirka et par timer.[kilde mangler] De benyttede isotoper henfalder ved β+-partikler også kaldet positroner, der svarer til positivt ladede elektroner. En positron dannes, når exciterede atomkerner fjerner den overskydende energi, ved at omdanne én proton til én neutron og én positron. I biologisk væv vil positroner efter få millimeter, støde sammen med elektroner og tilintetgøres. Sammenstødet omdanner begge partikler til (gamma) fotoner – altså energi. De to fotoner, der dannes under tilintetgørelsesprocessen, vil bevæge sig i modsatte retninger og opfanges af en scintilator i scanneren. En scintilator er et materiale, der absorberer højenergiladninger og kan eksempelvis være LSO (Luthetium-oxyorthosilicate). Når scintilatoren opfanger fotoner, opstår et kort lysglimt, der registreres af en fotomultiplikator. Der er mange millioner fotomultiplikatorer i en PET-scanner, og de er fordelt i detektorringe, der hver består af et par tusinde. 
Registrering af tilintetgørelsesprocessen, og dermed de to fotoner der opstår af denne, er baseret på et tilfældighedsprincip, hvor fotoner der registreres med max ti nanosekunders mellemrum siges at tilhøre samme tilintetgørelsesproces. Langt de fleste tilintetgørelsesprocesser henfalder til 2*511 keV fotoner, der udsendes med en vinkel på næsten 180° i forhold til hinanden (kan afvige med ± 0,5°). Ud fra de to parrede registreringer, kan kilden findes langs den linje, der forbinder de to registreringer også kaldet Line Of Response (LOR). Den tidsforskel, der er mellem to parrede fotonregistreringer, bruges til at udregne hvor langt fra midten af LOR tilintetgørelsesprocessen forekommer. Ved rekonstruktion af billedet bruges en teknik, som kaldes "linear superposition of filtered back projections". 
I moderne PET begrænses optagelsesområdet af antallet af detektorer, der findes aksialt og radialt. Den aksiale detektion udgøres af detektorringenes antal, mens den radiale udgøres af scannerens diameter. Optagelsesområdet er typisk 15-20 cm aksialt og 50-60 cm radialt med en opløsning på 5 millimeter. Opbygningen af PET-scannere giver anledning til to billedtyper:
- 2D-PET, her er hver detektorring adskilt fra den næste med kollimerende septa, for at reducere ”cross-talk”. Hver detektorring giver anledning til ét billede, i form af en skive af emnet/patienten.
- 3D-PET benytter sig af registrering fra to forskellige detektorringe til at bestemme det tre-dimensionelle oprindelsessted. Detektorerne er ikke adskilt, men virker derimod som en stor registreringscylinder.

3D-PET er mest følsomt, men også mere modtagelig overfor fejlmålinger som spredning, strålingskilder udenfor optagelsesområdet, tilfældige fotonfyringer og dæmpning. De tre første fejlmålinger er anledning til registrerede LOR’s, der er ikke eksisterende. Dæmpning vil derimod gøre, at fotoner ikke registreres, og elektron-positron sammenstød, der er fundet sted, forkastes som en tilfældig hændelse. Dette er netop et af de store problemer ved PET. Der kan dog korrigeres for det ved at benytte kombinerede PET/CT-skannere, hvor samme apparat kan udføre PET-skanning og CT-scannere. Her benyttes CT-billedet til at estimere og korrigere for dæmpningen. En anden fordel er, at det med PET/CT er muligt anatomisk at bestemme radioaktiv aktivitet. Dette er da også grunden til at netop PET/CT i stigende grad anvendes til diagnosticering.[kilde mangler] I sidste ende er PET dog begrænset af den afstand en β+-partikel skal tilbagelægge, for at støde sammen med en elektron. I biologisk væv, er denne afstand dog så lille at den i dette tilfælde kan ignoreres.

## PET-skannere i Danmark
I Danmark sås PET-skannere først på Rigshospitalet og på Århus Kommunehospital, og skannerene på disse hospitaler var oftest anskaffet med midler fra private fonde, f.eks. Karen Elise Jensens Fond for Århus.
Pga. den øgede brug af PET-skannere til kræftdiagnose er der i de senere år kommet PET-skannere på hospitaler i alle dele af landet. Disse mere dedikerede skannere er oftest sammenbyggede med en CT-skanner: Kræftsvulsten ses på PET-skanneren, mens CT-skanneren giver et klart billede af anatomien omkring svulsten.